# Анастасиос Папулас
Анастасиос Папулас (на гръцки: Αναστάσιος Παπούλας) е гръцки висш офицер и революционер, деец на гръцката въоръжена пропаганда в Македония.

## Биография
Роден е в 1857 година в Месолонги, Гърция. Става военен и взима участие в Гръцко-турската война от 1897 година, а след това се включва в гръцката въоръжена пропаганда в Македония.
През февруари 1904 година гръцкото правителство изпраща разузнавателна група от четирима гръцки офицери. Това са Александрос Кондулис, Георгиос Колокотронис, Анастасиос Папулас и Павлос Мелас, а с тях е и Коте Христов и трима негови сподвижници. При навлизането им в Македония при Чурилово ги посрещат Павел Киров и Лаки Пирза, които после ги отвеждат във вътрешността. Между 16 и 25 март офицерите посещават селата Габреш, Черновища, Руля, Ощима, Желево и Оровник, където посещават училищата и църквите, и раздават дребни рушвети.
След завръщането си в Гърция в доклада си Кондулис и Мелас заявяват, че в Македония има условия за гръцка въоръжена пропаганда, докато Папулас и Колокотронис смятат, че условията за гръцко четническо движение са неблагоприятни, поради невъзможността да се изместят българите от заетите позиции. В крайна сметка правителството и щабът на армията възприемат тезата на Кондулис и Мелас и гръцката въоръжена акция в Македония започва.
Анастасиос Папулас участва в Балканската война като полковник и е повишен в генерал-майор.
В националното разделение на страната застава на страната на Константинос I и организира движения срещу опонента му Елевтериос Венизелос в Тива и Пелопонес. Хвърлен е в затвора и осъден на смърт, но в 1920 година е освободен. Участва като командир в Гръцко-турската война. След това променя политическите си виждания и подкрепя Венизелос, участвайки в движението, заради което е арестуван и екзекутиран на 24 април 1935 година в Атина.